# Bằng Doãn
Bằng Doãn là một xã thuộc huyện Đoan Hùng, tỉnh Phú Thọ, Việt Nam.
Xã Bằng Doãn có diện tích 14,36 km², dân số năm 1999 là 2786 người, mật độ dân số đạt 194 người/km².